# 스타 골든벨
《스타 골든벨》은 KBS 2TV에서 2004년 11월 7일부터 2010년 11월 20일까지 6년간 방송되었던 예능 프로그램이다.

## 제작진
- 기획: 하원
- 극본: 지현숙, 이경하, 정윤희, 주선희, 변은정
- 연출: 조현아, 이선희
- 조감독: 김동욱

## 슬로건
- 신나는 일요일 온 가족이 함께하는 두·뇌·운·동·회 스타 골든벨 
 (2004년 11월 7일 ~ 2005년 10월 30일)
- 신나는 토요일 온 가족이 함께하는 두·뇌·운·동·회 스타 골든벨 
 (2005년 11월 5일 ~ 2008년 5월 3일)
- 대한민국 최고의 스타들이 펼치는 신개념 게임 토크쇼 스타 골든벨 
 (2008년 5월 10일 ~ 2008년 9월 20일)
- 대한민국 최고의 스타들이 펼치는 신나는 두뇌운동회 스타 골든벨 
 (2008년 9월 27일 ~ 2010년 5월 8일)
- 친구야~ 학교가자! 스타 골든벨 1학년 1반 
 (2010년 5월 15일 ~ 2010년 11월 20일)

## 진행 방식
- 남자 아나운서는 도전자들과 전체 100명 중 해당 도전자의 스타들을 상대로 인터뷰를 하는 역할을 하였으며, 여자 아나운서는 문제를 출제하거나 정답은 ""입니다.""라는 멘트로 역할을 하였다.

## 방송 시간
| 방송 채널 | 프로그램명             | 방송 기간                          | 방송 시간                            | 비고 |
| --------- | ---------------------- | ---------------------------------- | ------------------------------------ | ---- |
| KBS 2TV   | 스타! 골든벨(舊)       | 2004년 11월 7일 ~ 2005년 10월 30일 | 매주 일요일 오전 10시 50분 ~ 12시    |      |
| KBS 2TV   | 스타! 골든벨(舊)       | 2005년 11월 5일 ~ 2006년 3월 11일  | 매주 토요일 오후 5시 40분 ~ 6시 40분 |      |
| KBS 2TV   | 스타! 골든벨(舊)       | 2006년 3월 18일 ~ 2007년 11월 3일  | 매주 토요일 오후 5시 30분 ~ 6시 40분 |      |
| KBS 2TV   | 스타! 골든벨(舊)       | 2007년 11월 10일 ~ 2008년 3월 29일 | 매주 토요일 오후 5시 20분 ~ 6시 40분 |      |
| KBS 2TV   | 스타! 골든벨(舊)       | 2008년 4월 5일 ~ 2008년 7월 26일   | 매주 토요일 오후 5시 25분 ~ 6시 35분 |      |
| KBS 2TV   | 스타! 골든벨(舊)       | 2008년 8월 2일 ~ 2008년 11월 15일  | 매주 토요일 오후 4시 55분 ~ 6시 10분 |      |
| KBS 2TV   | 스타! 골든벨(舊)       | 2008년 11월 22일 ~ 2009년 4월 18일 | 매주 토요일 오후 5시 15분 ~ 6시 35분 |      |
| KBS 2TV   | 스타! 골든벨(舊)       | 2009년 4월 25일 ~ 2010년 5월 8일   | 매주 토요일 오후 5시 15분 ~ 6시 30분 |      |
| KBS 2TV   | 스타! 골든벨 1학년 1반 | 2010년 5월 15일 ~ 2010년 11월 20일 | 매주 토요일 오후 5시 15분 ~ 6시 30분 |      |

## 진행자
남성
- 1대 지석진, 이혁재 (2004년 11월 7일 ~ 2005년 10월 30일)
- 2대 지석진, 김제동 (2005년 11월 5일 ~ 2009년 4월 18일)
- 3대 전현무, 김제동 (2009년 4월 25일 ~ 2009년 10월 17일)
- 4대 지석진, 전현무 (2009년 10월 24일 ~ 2010년 5월 8일)
- 5대 지석진, 신정환[1] (2010년 5월 15일 ~ 2010년 9월 4일)
- 6대 지석진, 전현무 (2010년 9월 11일 ~ 2010년 11월 20일)

여성
| 대수 | 프로그램명            | 진행자 | 진행 기간                          | 비고  |
| ---- | --------------------- | ------ | ---------------------------------- | ----- |
| 1대  | 스타 골든벨           | 이지연 | 2004년 11월 7일 ~ 2005년 5월 1일   | [ 2 ] |
| 2대  | 스타 골든벨           | 임성민 | 2005년 5월 8일 ~ 2005년 10월 30일  | [ 3 ] |
| 3대  | 스타 골든벨           | 노현정 | 2005년 11월 5일 ~ 2006년 8월 19일  |       |
| 4대  | 스타 골든벨           | 박지윤 | 2006년 8월 26일 ~ 2008년 3월 29일  | [ 5 ] |
| 5대  | 스타 골든벨           | 윤수영 | 2008년 4월 5일 ~ 2008년 11월 15일  | [ 7 ] |
| 6대  | 스타 골든벨           | 오정연 | 2008년 11월 22일 ~ 2009년 4월 18일 | [ 8 ] |
| 7대  | 스타 골든벨           | 이채영 | 2009년 4월 25일 ~ 2010년 5월 8일   |       |
| 8대  | 스타 골든벨 1학년 1반 | 정다은 | 2010년 5월 15일 ~ 2010년 11월 20일 |       |

## 역대 코너 및 도전 방식
서바이벌 현명한 선택
- 20개의 보기를 보고 정답을 한 사람씩 돌아가며, 고르는 형식 이 때 틀린 답을 고르거나 시간내에 답을 말하지 못하면 바로 탈락하며, 최후의 1인이 골든벨에 도전하게 된다.

스타골든벨 노래방
- 명절 등 특집 방송일 때만 하는 코너다. 연예인들이 노래 부르는 코너인데 각각의 라인(스.타.골.든.벨)별로 성공하면 상품이 주어진다.

1+1 연상 퀴즈
- 두 mc가 주는 단어를 듣고, 출연자가 답을 맞히는 형식이다. 1번부터 20번까지 문제를 푸는데, 첫 번째는 100원, 두 번째는 200원으로 맞출 때마다 적립상금이 두 배로 늘어난다. 이 때, 문제를 틀리면 다음 도전자가 그 문제를 맞혀야 한다. 중간에 더블찬스를 2번 사용할 수 있는데, 단 한 사람의 힌트만 들을 수 있으며, 성공하면 두 배의 적립금을 더 받게 된다. 그 후에는 출연자가 주는 단어를 듣고, 두 mc가 답을 맞히는 형식으로 전환했으며, 두 mc가 5문제를 푸는데, 1단계는 1000만원, 2단계는 100만원, 3단계는 10만원, 4단계는 1만원으로 맞힐 때마다 적립상금이 두 mc에게로 늘어난다. 이 때, 문제를 맞히지 못하면 다음 힌트로 넘어가며, 1단계에서 모두 성공하면 1억의 적립금을 받게 된다.

숨은 단어 찾기
- 한 문장을 보고 문장의 글자를 조합해서 단어를 만드는 게임이다. 단, 이미 만들어진 단어는 말할 수 없다. 시간 내에 답을 말하지 못하거나 중복답을 말하면 탈락한다.

절대음감게임
- 스타골든벨부터 1박 2일까지 다른 코너에서도 많이 사용하였던 게임이다.

규칙은 단어를 보고 한음절 차례대로 센소리로 말하는 것이다. 예를 들어 스타골든벨이 나오면 첫 번째는 스에 센 발음, 그 다음은 타에 센 발음으로 가는 것이다.
중간에 틀리면 처음부터 다시하는 형식으로 진행되며, 특히 절대음감을 하다가 웃음 터지는 장면들이 많이 나오곤 한다.
명탐정 게임
- 스타골든벨의 대명사 코너로 초창기 때 인기있었던 코너였다. 어느 라인의 네 명이 나와서 대결을 펼치는데, 형식은 4사람 중에 민망한 음식을 먹은 한 사람을 찾거나, 다르게 하고 있는 사람 한 명을 찾는 게임이었다. 예를 들어 소금 빙수를 먹은 사람을 찾는다거나, 의자에 붙어 있는 사람을 찾는 형식이다. 이 때, 아나운서는 질문을 해서 추리를 하면서 답을 찾아낸다. MC가 범인을 찾지 못하면 적립금이 전달되고, 맞히면 적립금을 획득하지 못한다. 노현정, 박지윤(이상 前 아나운서), 윤수영, 前 오정연 등 아나운서가 명탐정 코너 대결을 하였으며, 일부 가학적인 소재 보관됨 2022-04-06 - 웨이백 머신 때문에 시청자들의 비판을 받기도 하였다.[9][10][11] 중간에 폐지되었다.

____을 이겨라
- 노현정, 박지윤, 윤수영 등이 이 코너를 진행하였으며, 항상 시작 시에는 ____를 이겨라 하나 둘 셋이라는 로고송이 나온다.

대답없는 너
- ___을 이겨라의 한 코너로 서로 번갈아가면서 질문만을 해야 하는 게임이다. 이 때 대답을 하거나 말문이 막히면 지게 된다.

덧셈게임
- ___을 이겨라의 한 코너로, 서로 번갈아 가면서 숫자 덧셈을 내는 형식이다, 단 숫자의 합이 백단위를 넘어서는 안되며, 중간에 답을 잘못 말하거나 시간초과하면 지게 된다. 만약에 출연자가 한 번에 틀리게 되면 빵점클럽 팡파레가 나오곤 하였다.

서바이벌 슈퍼 루키
- 스타골든벨에서 출연한 신인 3명이 장기자랑을 보여주는 코너로 여기서 표를 많이 얻은 1명은 다음주 출연 기회를 얻게 된다.

이 코너에서 아이유, 비스트의 이기광(출연당시에는 AJ이라는 이름으로 활동), 미스에이 지아, 개그우먼 장도연이 출연하기도 하였다.
눈높이를 맞춰요
- 어린이와 외국인의 눈높이에 맞추는 퀴즈다. 어린이 편의 경우 어린 아이의 입장에서 무엇을 생각한 것인지 돌아가면서 맞히며, 외국인 편은 한 단어나 문장을 주면 외국인 진행자가 각각의 음절에 대한 설명을 늘어놓으며 출연자는 그 단어들을 적절히 조합하여 답을 맞히는 형태다.

무엇이든 풀어보세요
- 장내 아나운서가 들려주는 문제에 따라 이어서 답을 맞히는 형태며 주로 노래 가사, 사진의 이름 맞추기, 문장 완성하기 등으로 출제된다. 특히 노래 가사 맞히는 문제에서는 80~90년대 노래가 나오면 일부 출연자의 세대 차이를 느낄 수 있으며 기상천외한 답안(예:벼는 익을수록→맛있다, 아내가 귀여우면→집에 일찍 들어간다)이 나오기도 한다.

4인단결 빈칸을 채워라!!
- 라인별로 단어 속 숨은 글자를 맞히는 게임이다. 이번 주 우승 라인은? 제일 많이 맞춘 스라인, 타라인, 골라인, 든라인, 벨라인 등에서 골든벨 도전 자격을 획득한다.

## 역대 골든벨 등극자
| 대수                   | 이름(직업)                        | 회차  | 연도   | 방송일    |
| ---------------------- | --------------------------------- | ----- | ------ | --------- |
| 스타 골든 벨           |                                   |       |        |           |
| 1대                    | (故) 신해철                       | 1회   | 2004년 | 11월 7일  |
| 2대                    | 강원래                            | 3회   | 2004년 | 11월 21일 |
| 3대                    | 윤도현                            | 7회   | 2004년 | 12월 19일 |
| 4대                    | 김제동                            | 10회  | 2005년 | 1월 9일   |
| 5대                    | 신지                              | 14회  | 2005년 | 2월 6일   |
| 6대                    | 서경석                            | 19회  | 2005년 | 3월 13일  |
| 7대                    | 김정훈 (2명 동시)                 | 28회  | 2005년 | 5월 15일  |
| 8대                    | 성시경 (2명 동시)                 | 28회  | 2005년 | 5월 15일  |
| 9대                    | 이세준                            | 49회  | 2005년 | 10월 9일  |
| 10대                   | 故 조민기                         | 53회  | 2005년 | 11월 5일  |
| 11대                   | 문희준                            | 55회  | 2005년 | 11월 19일 |
| 12대                   | 홍경민                            | 58회  | 2005년 | 12월 10일 |
| 13대                   | 김도향                            | 61회  | 2005년 | 12월 31일 |
| 14대                   | 최민수                            | 63회  | 2006년 | 1월 14일  |
| 15대                   | 이성진 (가수)                     | 67회  | 2006년 | 2월 11일  |
| 16대                   | 명계남                            | 68회  | 2006년 | 2월 18일  |
| 17대                   | 김완선                            | 71회  | 2006년 | 3월 11일  |
| 18대                   | 김현철                            | 80회  | 2006년 | 5월 13일  |
| 19대                   | 바다                              | 85회  | 2006년 | 6월 17일  |
| 20대                   | 이승연                            | 87회  | 2006년 | 7월 1일   |
| 21대                   | 안선영 개그우먼                   | 95회  | 2006년 | 8월 26일  |
| 22대                   | 이지연(26기) (前 아나운서(前 MC)) | 96회  | 2006년 | 9월 2일   |
| 23대                   | 배기성                            | 99회  | 2006년 | 9월 23일  |
| 24대                   | 김장훈                            | 110회 | 2006년 | 12월 9일  |
| 25대                   | 장우혁                            | 111회 | 2006년 | 12월 16일 |
| 26대                   | 지현우                            | 112회 | 2006년 | 12월 23일 |
| 27대                   | 홍성흔 (야구인)                   | 125회 | 2007년 | 3월 24일  |
| 28대                   | 이영하                            | 127회 | 2007년 | 4월 7일   |
| 29대                   | 조수빈 (31기 前 아나운서)         | 135회 | 2007년 | 6월 2일   |
| 30대                   | 이세준(두 번째)                   | 139회 | 2007년 | 6월 30일  |
| 31대                   | 주영훈                            | 140회 | 2007년 | 7월 7일   |
| 32대                   | 송대관 (가수)                     | 146회 | 2007년 | 8월 18일  |
| 33대                   | 채연                              | 147회 | 2007년 | 8월 25일  |
| 34대                   | 송백경                            | 148회 | 2007년 | 9월 1일   |
| 35대                   | 이지희                            | 149회 | 2007년 | 9월 8일   |
| 36대                   | 신혜성                            | 154회 | 2007년 | 10월 13일 |
| 37대                   | 조빈                              | 157회 | 2007년 | 11월 3일  |
| 38대                   | 우승민                            | 160회 | 2007년 | 11월 24일 |
| 39대                   | 하춘화                            | 161회 | 2007년 | 12월 1일  |
| 40대                   | 강인                              | 162회 | 2007년 | 12월 8일  |
| 41대                   | 김청                              | 163회 | 2007년 | 12월 15일 |
| 42대                   | 태연                              | 168회 | 2008년 | 1월 19일  |
| 43대                   | 수영                              | 170회 | 2008년 | 2월 2일   |
| 44대                   | 김동욱                            | 172회 | 2008년 | 2월 16일  |
| 45대                   | 앤디                              | 173회 | 2008년 | 2월 23일  |
| 46대                   | 이선진                            | 174회 | 2008년 | 3월 1일   |
| 47대                   | 장나라 외 20명                    | 181회 | 2008년 | 4월 19일  |
| 48대                   | 최정원                            | 185회 | 2008년 | 5월 17일  |
| 49대                   | 김신영                            | 188회 | 2008년 | 6월 7일   |
| 50대                   | 태진아                            | 189회 | 2008년 | 6월 14일  |
| 51대                   | 옥주현                            | 192회 | 2008년 | 7월 5일   |
| 52대                   | 장윤정                            | 193회 | 2008년 | 7월 12일  |
| 53대                   | 김청 (두 번째)                    | 194회 | 2008년 | 7월 19일  |
| 54대                   | 표인봉                            | 199회 | 2008년 | 8월 23일  |
| 55대                   | 송대관(두 번째)                   | 200회 | 2008년 | 8월 30일  |
| 56대                   | 진종오                            | 201회 | 2008년 | 9월 6일   |
| 57대                   | 이윤아                            | 203회 | 2008년 | 9월 20일  |
| 58대                   | 김나영                            | 205회 | 2008년 | 10월 4일  |
| 59대                   | 강성진                            | 206회 | 2008년 | 10월 11일 |
| 60대                   | 선예                              | 207회 | 2008년 | 10월 18일 |
| 61대                   | 선미                              | 212회 | 2008년 | 11월 22일 |
| 62대                   | 신봉선 개그우먼                   | 214회 | 2008년 | 12월 6일  |
| 63대                   | 전영록 가수                       | 216회 | 2008년 | 12월 20일 |
| 64대                   | 휘성                              | 228회 | 2009년 | 3월 14일  |
| 65대                   | 김태원                            | 232회 | 2009년 | 4월 11일  |
| 66대                   | 이지혜                            | 233회 | 2009년 | 4월 18일  |
| 67대                   | 윤해영                            | 238회 | 2009년 | 5월 30일  |
| 68대                   | 써니                              | 245회 | 2009년 | 7월 18일  |
| 69대                   | 김지현                            | 247회 | 2009년 | 8월 8일   |
| 70대                   | 태진아 (가수/두 번째)             | 251회 | 2009년 | 9월 5일   |
| 71대                   | 이영호 (아나운서)                 | 255회 | 2009년 | 10월 3일  |
| 72대                   | 온유                              | 258회 | 2009년 | 10월 24일 |
| 73대                   | 김정난 (배우)                     | 266회 | 2009년 | 12월 19일 |
| 74대                   | 이창민                            | 269회 | 2010년 | 1월 9일   |
| 75대                   | 이지혜 (두 번째)                  | 271회 | 2010년 | 1월 23일  |
| 76대                   | 박준규                            | 283회 | 2010년 | 5월 1일   |
| 77대                   | 김나운                            | 284회 | 2010년 | 5월 8일   |
| 스타 골든 벨 1학년 1반 |                                   |       |        |           |
| 78대                   | 박성광 (개그맨)                   | 292회 | 2010년 | 7월 3일   |
| 79대                   | 줄리엔 강                         | 299회 | 2010년 | 8월 21일  |
| 80대                   | 데니 안                           | 303회 | 2010년 | 9월 18일  |
| 81대                   | 손병호                            | 308회 | 2010년 | 10월 23일 |
| 82대                   | 서유정                            | 310회 | 2010년 | 11월 13일 |

## 시청률

### 2006년
- 1월 7일 : 12.7%
- 1월 14일 : 12.9%
- 1월 21일 : 10.7%
- 1월 28일 : 11.9%
- 2월 4일 : 11.9%
- 2월 11일 : 11.0%
- 2월 18일 : 13.8%
- 2월 25일 : 11.9%
- 3월 4일 : 12.6%
- 3월 11일 : 10.7%
- 3월 18일 : 9.8%
- 3월 25일 : 11.2%
- 4월 1일 : 13.6%
- 4월 8일 : 9.5%
- 4월 15일 : 9.1%
- 4월 22일 : 9.7%
- 4월 29일 : 8.7%
- 5월 6일 : 10.0%
- 5월 13일 : 9.2%
- 5월 20일 : 10.8%
- 5월 27일 : 12.8%
- 6월 3일 : 11.2%
- 6월 10일 : 13.6%
- 6월 17일 : 10.9%
- 6월 24일 : 10.9%
- 7월 1일 : 12.9%
- 7월 8일 : 12.0%
- 7월 15일 : 14.1%
- 7월 22일 : 13.3%
- 7월 29일 : 11.3%
- 8월 5일 : 12.1%
- 8월 12일 : 13.3%
- 8월 19일 : 13.5%
- 8월 26일 : 13.3%
- 9월 2일 : 12.8%
- 9월 9일 : 12.5%
- 9월 16일 : 11.5%
- 9월 23일 : 9.6%
- 9월 30일 : 10.3%
- 10월 7일 : 12.6%
- 10월 14일 : 10.9%
- 10월 21일 : 12.3%
- 10월 28일 : 10.7%
- 11월 4일 : 14.4%
- 11월 11일 : 13.2%
- 11월 18일 : 13.1%
- 11월 25일 : 12.3%
- 12월 2일 : 13.7%
- 12월 9일 : 12.4%
- 12월 16일 : 11.9%
- 12월 23일 : 12.7%
- 12월 30일 : 13.4%

### 2007년
- 1월 6일 : 16.0%
- 1월 13일 : 12.0%
- 1월 20일 : 11.0%
- 1월 27일 : 11.0%
- 2월 3일 : 10.9%
- 2월 10일 : 11.4%
- 2월 17일 : 12.1%
- 2월 24일 : 10.7%
- 3월 3일 : 10.5%
- 3월 10일 : 10.1%
- 3월 17일 : 10.4%
- 3월 24일 : 9.7%
- 3월 31일
- 4월 7일 : 10.7%
- 4월 14일
- 4월 21일 : 9.2%
- 4월 28일
- 5월 5일 : 9.3%
- 5월 12일 : 9.3%
- 5월 19일
- 5월 26일
- 6월 2일 : 6.9%
- 6월 9일
- 6월 16일
- 6월 23일 : 8.9%
- 6월 30일 : 9.1%
- 7월 7일 : 9.3%
- 7월 14일 : 9.8%
- 7월 21일 : 9.9%
- 7월 28일 : 8.9%
- 8월 4일 : 12.2%
- 8월 11일 : 10.9%
- 8월 18일 : 13.8%
- 8월 25일 : 9.8%
- 9월 1일 : 12.2%
- 9월 8일 : 8.6%
- 9월 15일 : 10.1%
- 9월 22일 : 10.7%
- 9월 29일 : 9.8%
- 10월 6일 : 9.9%
- 10월 13일 : 9.2%
- 10월 20일 : 11.7%
- 10월 27일
- 11월 3일 : 9.7%
- 11월 10일 : 10.9%
- 11월 17일 : 10.7%
- 11월 24일 : 9.6%
- 12월 1일
- 12월 8일 : 11.7%
- 12월 15일 : 13.3%
- 12월 22일 : 9.8%
- 12월 29일 : 11.1%

### 2008년
- 1월 5일 : 14.1%
- 1월 12일 : 15.2%
- 1월 19일 : 14.2%
- 1월 26일 : 12.1%
- 2월 2일 : 12.8%
- 2월 9일 : 13.1%
- 2월 16일 : 12.0%
- 2월 23일 : 12.6%
- 3월 1일 : 11.8%
- 3월 8일 : 9.1%
- 3월 15일 : 9.2%
- 3월 22일 : 9.3%
- 3월 29일 : 11.8%
- 4월 5일
- 4월 12일 : 10.1%
- 4월 19일 : 8.6%
- 4월 26일 : 8.9%
- 5월 3일
- 5월 10일 : 11.0%
- 5월 17일 : 8.4%
- 5월 24일 : 8.3%
- 5월 31일 : 8.4%
- 6월 7일 : 8.3%
- 6월 14일 : 9.0%
- 6월 21일 : 8.8%
- 6월 28일 : 10.6%
- 7월 5일 : 11.6%
- 7월 12일 : 8.8%
- 7월 19일 : 11.6%
- 7월 26일 : 8.8%
- 8월 2일 : 10.0%
- 8월 9일 : 10.1%
- 8월 16일 : 10.5%
- 8월 23일 : 9.7%
- 8월 30일 : 9.1%
- 9월 6일 : 10.0%
- 9월 13일 : 9.4%
- 9월 20일 : 10.5%
- 9월 27일 : 7.8%
- 10월 4일 : 9.2%
- 10월 11일 : 9.6%
- 10월 18일 : 9.8%
- 10월 25일 : 10.9%
- 11월 1일 : 10.6%
- 11월 8일 : 9.3%
- 11월 15일 : 10.8%
- 11월 22일 : 11.5%
- 11월 29일 : 12.0%
- 12월 6일 : 11.7%
- 12월 13일 : 10.8%
- 12월 20일 : 10.6%
- 12월 27일 : 11.3%

### 2009년
- 1월 3일 : 12.4%
- 1월 10일 : 11.9%
- 1월 17일 : 9.3%
- 1월 24일 : 11.4%
- 1월 31일
- 2월 7일 : 10.0%
- 2월 14일 : 9.5%
- 2월 21일 : 9.4%
- 2월 28일
- 3월 7일
- 3월 14일
- 3월 21일
- 3월 28일 : 9.6%
- 4월 4일
- 4월 11일 : 8.2%
- 4월 18일
- 4월 25일 : 9.5%
- 5월 2일 : 8.1%
- 5월 9일 : 7.5%
- 5월 16일 : 9.4%
- 5월 23일
- 5월 30일
- 6월 6일
- 6월 13일 : 7.7%
- 6월 20일 : 9.4%
- 6월 27일
- 7월 4일
- 7월 11일
- 7월 18일 : 11.3%
- 7월 25일
- 8월 1일
- 8월 8일 : 7.9%
- 8월 15일 : 11.6%
- 8월 22일 : 8.8%
- 8월 29일 : 10.1%
- 9월 5일 : 8.7%
- 9월 12일 : 10.0%
- 9월 19일 : 8.4%
- 9월 26일 : 8.2%
- 10월 3일 : 8.3%
- 10월 10일 : 9.2%
- 10월 17일 : 9.5%
- 10월 24일
- 10월 31일 : 8.9%
- 11월 7일 : 9.4%
- 11월 14일 : 8.8%
- 11월 21일 : 8.4%
- 11월 28일 : 8.6%
- 12월 5일
- 12월 12일 : 8.0%
- 12월 19일
- 12월 26일 : 10.1%

### 2010년
- 1월 2일
- 1월 9일
- 1월 16일 : 8.2%
- 1월 23일 : 9.9%
- 1월 30일 : 9.7%
- 2월 6일	: 8.5%
- 2월 13일 : 8.3%
- 2월 20일 : 8.8%
- 2월 27일 : 8.6%
- 3월 6일	: 8.5%
- 3월 13일
- 3월 20일 : 9.5%
- 3월 27일
- 4월 3일
- 4월 10일 : 9.6%
- 4월 17일
- 4월 24일 : 7.7%
- 5월 1일	: 7.6%
- 5월 8일	: 7.5%
- 5월 15일 : 7.2%
- 5월 22일
- 5월 29일
- 6월 5일
- 6월 12일 : 7.7%
- 6월 19일
- 6월 26일
- 7월 3일
- 7월 10일
- 7월 17일
- 7월 24일
- 7월 31일
- 8월 7일
- 8월 14일
- 8월 21일
- 8월 28일
- 9월 4일
- 9월 11일
- 9월 18일
- 9월 25일
- 10월 2일
- 10월 9일
- 10월 16일 : 7.6%
- 10월 23일 : 7.6%
- 10월 30일
- 11월 6일
- 11월 13일 : 7.6%
- 11월 20일

## 같이 보기
- 장학퀴즈
- 도전! 골든벨